# Basalys tritoma
Basalys tritoma är en stekelart som beskrevs av Thomson 1858. Basalys tritoma ingår i släktet Basalys, och familjen hyllhornsteklar. Arten är reproducerande i Sverige.